# Ratchet and Clank: All 4 One
Ratchet and Clank: All 4 One est un jeu vidéo développé par Insomniac Games, édité par Sony Computer Entertainment, exclusif à la PlayStation 3.
Le jeu est sorti le 18 octobre 2011 aux États-Unis et le 19 octobre 2011 en Europe.

## Univers
Le jeu se déroule sur une planète nommée Magnus,.

## Système de jeu
Ratchet and Clank: All 4 One est un jeu d'action et de plates-formes axé sur la coopération. Si la franchise a déjà connu des aspects multi-joueurs dans certains épisodes parus sur PlayStation 2, c'est néanmoins la première fois qu'un jeu estampillé Ratchet and Clank se concentre exclusivement sur un aspect coopératif jusqu'à quatre joueurs. Toutefois, une partie peut également se dérouler en solo, le joueur étant accompagné d'un bot. Le choix des personnages jouables s'effectue entre Ratchet, Clank, le capitaine Qwark et le Docteur Néfarious. Tous les personnages peuvent courir, sauter et double sauter y compris Clank (contrairement à l'ensemble des précédents opus),. Par ailleurs, chaque personnage possède une capacité spéciale. En effet, Ratchet dispose d'un leurre à son effigie pour tromper les ennemis, Clank lance des bombes qui ralentissent les ennemis, Qwark peut activer un bouclier impénétrable tandis que Néfarious peut se rendre invisible quelques instants,. La caméra en vue à la troisième personne est lointaine et se cadre de manière à que tous les personnages soient toujours visibles à l'écran. La partie se poursuit tant qu'au moins un des personnages reste en vie, les autres joueurs pouvant réapparaitre après un court délai, autrement la partie redémarre sans pénalité à un point de contrôle,.
Une panoplie de gadgets est également à disposition des joueurs afin de traverser les obstacles. L'utilisation de gadgets de manière coopérative est indispensable pour progresser dans les niveaux. Par exemple, le Swingueur est un grappin qui permet de passer par-dessus un ravin. Un emploi commun du gadget est adéquat afin de franchir l'obstacle à plusieurs joueurs. En effet, chaque personnage s'accroche successivement à un acolyte afin de se balancer ensemble vers l'opposé. D'une autre manière, l'Aspiropropulseur aspire un coéquipier puis le propulse vers une plate-forme lointaine ou un adversaire.
Le joueur peut récolter des unités monétaires sous la forme de « boulons » lorsqu'il déplace son personnage. Elles apparaissent tout au long du parcours lorsque le joueur détruit des objets cassables, des caisses en bois garnies de boulons ou élimine les ennemis. Les boulons permettent d'acheter de nouvelles armes. En effet, le joueur dispose d'une collection d'armes variés (pistolet, lance-grenades, etc.) et loufoques de manière à éliminer les ennemis. Si les personnages utilisent la même arme simultanément sur une unique cible, alors le pouvoir de cette dernière est amplifié,. La gestion des armes s'effectue à partir d'un menu. Des plates-formes de réapprovisionnement sont installées tout au long des niveaux afin de recharger les armes gratuitement en munitions.
Le jeu utilise le principe du drop-in/drop-out qui permet de rejoindre et de quitter instantanément, au cours d'une partie en ligne, sans qu'il y ait un impact pour les joueurs restants.
En fin de partie, un tableau de score attribue des points aux joueurs en fonction de leurs prouesses (nombre de morts, boulons récupérés, etc.).

## Développement
Ratchet and Clank: All 4 One est développé par Insomniac Games dont l'équipe chargée du projet est basée en Caroline du Nord aux États-Unis,. Deux autres sont également en développement Ce studio est à l'origine de la franchise Ratchet and Clank. Sony Computer Entertainment est l'éditeur du jeu vidéo et détient le droits de la licence depuis la création de la saga. Le projet Ratchet and Clank: All 4 One démarre en janvier 2009. Selon Chad Dezern, dès le début, l'équipe de développement souhaitait offrir aux joueurs la possibilité de jouer en simultané avec Ratchet et Clank, tandis que l'ajout de Qwark et Néfarious apportait un potentiel comique indéniable au scénario.
Au cours de l'année 2010, le groupe Sony commercialise des télévisions en 3D. En outre, en avril 2010, le logiciel embarqué de la PlayStation 3 est mis à jour afin de supporter l'affichage en 3D de prochains jeux vidéos. Par ailleurs, lors de l'Electronic Entertainment Expo de 2010, le groupe Sony appuyait l’arrivée prochaine de la technologie 3D sur la sa console de jeu. C'est pourquoi, Ratchet and Clank: All 4 One dispose d'une option stéréoscopique qui est compatible avec les fonctionnalités d'une télévision en 3D,.
Le scénario du jeu est canon à l'univers déjà mis en place, ce qui signifie qu'il poursuit les évènements du précédent opus Ratchet and Clank: A Crack in Time.

### Bande-son
Michael Bross est responsable de la composition de la bande originale. Il élabore plus de quatre heures de musique pour le jeu. Il est épaulé par le responsable du département audio Jamie McMenamy. Au fur et à mesure de l'avancement du projet, Jamie McMenamy considère Michael Bross comme le choix idéal grâce à une musique épique et innovante, laquelle possède un son avant-gardiste et une qualité cinématographique.

### Annonces du jeu
Le jeu est annoncé en exclusivité sur PlayStation 3 par Insomniac Games lors de la conférence Sony qui a eu lieu en août 2010 durant la Gamescom. L'intitulé du jeu (Tous Pour Un avec un jeu de mots four-for) vient du fait que le jeu est coopératif jusqu'à quatre joueurs, soit simultanément sur le PlayStation Network, soit sur une même console avec quatre personnages : Ratchet, Clank, Qwark ou le Dr Néfarious,. Il s'agit d'une première dans l'histoire de la franchise Ratchet and Clank. L'annonce, accompagnées d'images in-game et d'une bande-annonce,, confirme l'aspect action et plates-formes du jeu tandis que la sortie est programmée pour automne 2011,. En septembre 2010, le jeu est présenté au cours du Penny Arcade Expo.
Durant l'année 2011, le jeu est présenté à plusieurs reprises au sein de salons nationaux voire mondiaux du jeu vidéo tels que le SXSW Interactive Festival, l'Electronic Entertainment Expo, le Gamescom et le Tokyo Game Show,,,. Lors de ces occasions, diverses images du jeu sont dévoilées ainsi que des illustrations de couverture et plusieurs bandes-annonces. Au fur et à mesure des mois, la communication du studio et de Sony comprend la diffusion d'éléments du gameplay comme des armes, des niveaux, des boss, le mode solo et plus généralement la publication d'images et de vidéos du jeu.
En mai 2011, la date de sortie du jeu est fixée pour le 18 octobre 2011 aux États-Unis et le 19 octobre 2011 en région PAL,,.
En septembre 2011, une beta fermée en ligne du jeu est mis en place. L'accès est réservé aux détenteurs de codes fournis aux participants du dernier Community Day, un évènement organisé par Insomniac Games, mais également à certains abonnés du compte Twitter et de la page Facebook du studio et du site officiel du jeu, ainsi qu'à certains joueurs ayant précommandés le jeu sur Amazon. La beta comprend deux niveaux du jeu.

## Accueil

### Critiques
Avant la sortie du jeu, les impressions du journaliste de Jeuxvideo.com sont « très bonnes » (c'est-à-dire l'incrémentation maximale selon le barème du site). Il compare le gameplay de All 4 One à New Super Mario Bros. Wii. Il estime que le jeu offre « une recette qui fonctionne généralement bien, surtout si l'aventure se veut aussi riche que dans les épisodes solos ».
Le site Jeuxvideo.com lui attribue la note de 16 sur 20, lui reprochant seulement quelques problèmes de caméra. Le scénario est jugé sympa et le gameplay se joue comme un Ratchet and Clank classique, si un joueur fait une partie en solo.

### Ventes
Selon VG Chartz, aux méthodes de calcul controversées, Ratchet and Clank: All 4 One se serait vendu à 1,15 million de copies dans le monde. Le jeu se serait majoritairement écoulé en Amérique du Nord avec 750 000 copies.